# Simon Kipruto Bor
Simon Kipruto Bor (* 13. Februar 1969) ist ein kenianischer Marathonläufer.
1998 gewann er den CPC Loop Den Haag und wurde Zweiter beim Amsterdam-Marathon. 1999 siegte er beim Los-Angeles-Marathon, wurde Zweiter bei der Route du Vin und Fünfter beim Chicago-Marathon, und 2000 wurde er Zweiter beim Vienna City Marathon. Im Jahr darauf wurde er Sechster beim Biwa-See-Marathon, Fünfter beim Portugal-Halbmarathon und Zweiter beim Millennium Marathon in Madrid. 2002 gewann er den Tiberias-Marathon, wurde Dritter beim Prag-Halbmarathon, Siebter beim Boston-Marathon, siegte beim Turin Half Marathon und wurde Zweiter in Amsterdam.
Beim Rock ’n’ Roll Arizona Marathon 2004 wurde er Achter. 2005 wurde er jeweils Vierter in Los Angeles und beim Rock ’n’ Roll Marathon und siegte beim Toronto Waterfront Marathon. Im Jahr darauf folgte einem zweiten Platz beim Rock ’n’ Roll Marathon und einem sechsten in Toronto der Sieg beim Hong Kong Marathon. 2007 wurde er Dritter in Tiberias und Zweiter beim Košice-Marathon.

## Persönliche Bestzeiten
- Halbmarathon: 1:00:39 h, 26. September 1999, Grevenmacher
- Marathon: 2:07:55 h, 20. Oktober 2002, Amsterdam